# Pół serio
Pół serio – polski film fabularny (komedia) z 2000 roku w reżyserii Tomasza Koneckiego.

## Obsada
- Rafał Królikowski – „Angel” w noweli z ostrym seksem, pastor Lovborg w Potędze myśli, Skywalker w Ósmej pieczęci, Fryderyk Chopin w Podwójnym życiu Fryderyka, generał SB w Bułgarskim łączniku, Józef K. w Procesie, Romeo w kolejnych wersjach Romea i Julii
- Edyta Olszówka – Iza, studentka medycyny w noweli z ostrym seksem, Netta Harlund w Potędze myśli, Franciszka w Podwójnym życiu Fryderyka, Julia w kolejnych wersjach Romea i Julii
- Maria Seweryn – Aga, studentka medycyny w noweli z ostrym seksem, Lea, siostra Skywalkera w Ósmej pieczęci, Leni, gosposia mecenasa w Procesie
- Robert Więckiewicz – scenarzysta Mateusz
- Krzysztof Stelmaszyk – producent Jan
- Jacek Rozenek – reżyser Marek
- Przemysław Kaczyński – operator Łukasz
- Adam Krawczuk  – ZOMOwiec w komedii o stanie wojennym, urzędnik w Procesie
- Marcin Perchuć
- Rafał Rutkowski – dziewczyna ZOMOwca, ojciec Fryderyka w Podwójnym życiu Fryderyka, urzędnik w Procesie
- Maciej Wierzbicki – Berta w Potędze myśli, Justine, matka Fryderyka w Podwójnym życiu Fryderyka
- Monika Krzywkowska – studentka medycyny w ostrej noweli z seksem
- Cezary Kosiński – android C3PO w Ósmej pieczęci
- Jan Mancewicz
- Daniel Wyczesany
- Tomasz Konecki
- Przemysław Nikiel – głos lektorski

## Fabuła
Do znanego producenta trafia trzech młodych filmowców: reżyser, scenarzysta i operator, którzy chcą nakręcić film. Początkowo ma to być Romeo i Julia w wersji emerytalnej, ale producent serwuje im swoje wizjonerskie pomysły, by film stał się kasowym hitem. Film jest zabawą w kino. Parodiuje styl filmów Bergmana, Allena, Kieślowskiego, Lucasa, Machulskiego, Ślesickiego.

## Nagrody
2000:
- Festiwal Polskich Filmów Fabularnych w Gdyni:
  - Nagroda Specjalna Jury – Tomasz Konecki, Andrzej Saramonowicz i Tomasz Madejski
  - nagroda za montaż – Jarosław Barzan
  - nagroda Video Studio Gdańsk dla najlepszej komedii
  - nagroda pozaregulaminowa dla najlepszego aktora komediowego – Rafał Królikowski
  - nagroda pozaregulaminowa dla najlepszej aktorki komediowej – Edyta Olszówka

2001:
- Festiwal Filmów Komediowych w Lubomierzu:
  - Brązowy Granat
- Festiwal Filmów Młode kino europejskie we Wrocławiu:
  - nagroda dla Największej Niespodzianki
- Cierlickie Lato Filmowe:
  - Złoty Debiut

2002:
nominacje do Orła:
- kostiumy – Jan Kozikowski
- dźwięk – Andrzej Bohdanowicz, Andrzej Lewandowski, Jacek Hamela, Błażej Kukla i Ryszard Krupa
- główna rola męska – Rafał Królikowski